# بيبي عباد
بيبي عباد (بالإسبانية: Pepe Abad)‏ هو مقدم تلفزيوني إسباني وتشيلي، ولد في 4 يونيو 1932 في مدريد في إسبانيا، وتوفي في 4 سبتمبر 1980 في سانتياغو في تشيلي.